# Rech

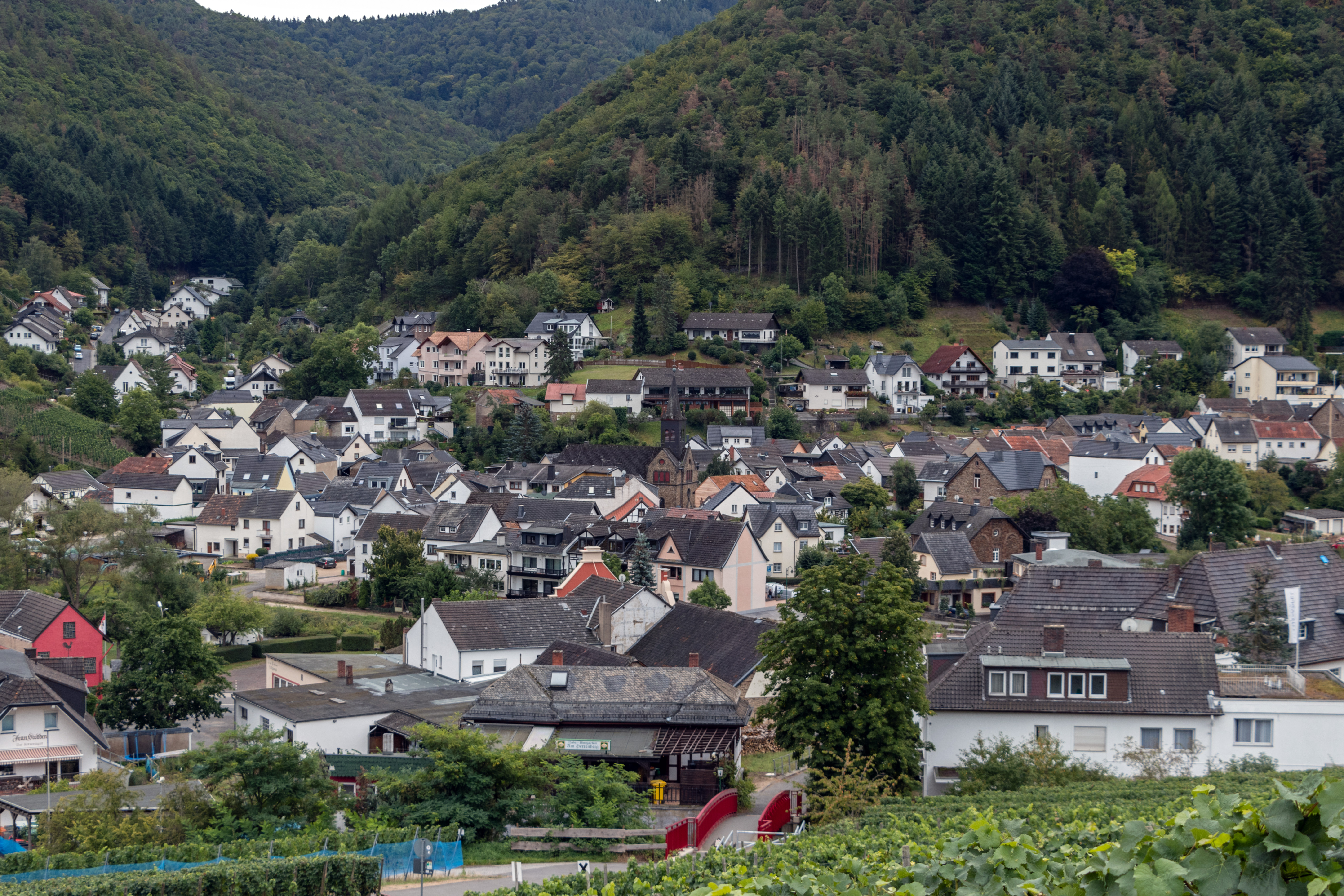
Ortsansicht von Rech, 2019

Rech ist eine Ortsgemeinde im Landkreis Ahrweiler im Norden von Rheinland-Pfalz. Sie gehört der Verbandsgemeinde Altenahr an.

## Geographie
Rech liegt am Südufer der Ahr am Fuße des Steinerbergs, einer der höheren Berge des Ahrgebirges, etwa 30 Kilometer südlich von Bonn und 50 Kilometer nordwestlich von Koblenz.
Rech grenzt im Uhrzeigersinn an folgende Gemeinden, beginnend im Norden: Dernau, Kesseling und Mayschoß.

## Geschichte

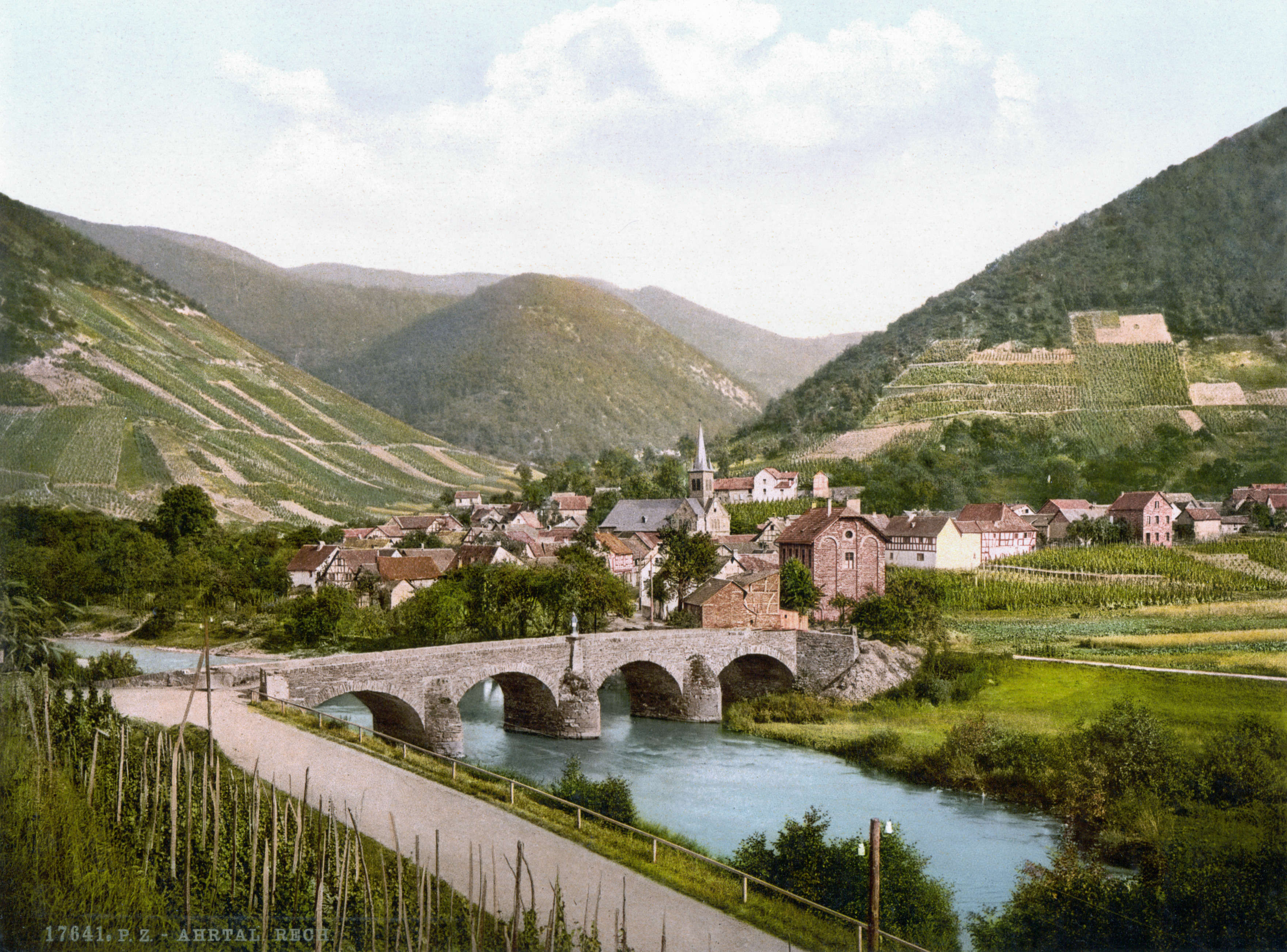
Rech um 1900

Im Jahr 1408 findet die erste urkundliche Erwähnung Rechs in den Regesten der Fürsten von Metternich statt. Im Jahr 1482 kommt Rech zur Herrschaft Saffenberg. Die Saffenburg wird 1704 zerstört.
Im Jahr 1720 wird die Kirche St. Luzia gebaut.
Drei Jahre später (1723) beginnen die Bauarbeiten an der steinernen Ahrbrücke (Nepomukbrücke).
Diese Steinbrücke übersteht als einzige Brücke die große Flut im Jahr 1910.
2021 richten Flutwelle und Hochwasser der Ahr nach Starkregen am 14. und 15. Juli erhebliche Zerstörungen und Schäden an. Die Steinbrücke wird schwer beschädigt.
Bevölkerungsentwicklung
Die Entwicklung der Einwohnerzahl der Gemeinde Rech, die Werte von 1871 bis 1987 beruhen auf Volkszählungen:
| Jahr | Einwohner |
| 1815 | 316       |
| 1835 | 387       |
| 1871 | 426       |
| 1905 | 452       |
| 1939 | 483       |
| 1950 | 498       |

| Jahr | Einwohner |
| 1961 | 542       |
| 1970 | 571       |
| 1987 | 577       |
| 1997 | 592       |
| 2005 | 568       |
| 2023 | 519       |

## Politik

### Bürgermeister
Thomas Hostert (parteilos), ist seit dem 29. Juni 2023 Ortsbürgermeister von Rech. Sein Vorgänger, der ebenfalls parteilose Benjamin Vrijdaghs, war zuvor nach weniger als einem Jahr im Amt zurückgetreten. Grund dafür waren Streitigkeiten mit dem Gemeinderat um den Abriss der denkmalgeschützten Nepomukbrücke. Hostert wurde im Juni 2024 wiedergewählt.
Vrijdaghs hatte sich bei einer Direktwahl am 28. August 2022 noch mit einem Stimmenanteil von 53,31 % gegen Hostert durchgesetzt und wurde am 22. September 2022 als Ortsbürgermeister vereidigt.
Der Vorgänger von Vrijdaghs, Dominik Gieler (CDU), hatte das Amt am 1. Juli 2019 übernommen. Bei der Direktwahl am 26. Mai 2019 war er mit einem Stimmenanteil von 84,76 % für fünf Jahre gewählt worden. Nach seiner Wahl zum Bürgermeister der Verbandsgemeinde legte er das Amt des Ortsbürgermeisters von Rech jedoch vorzeitig zum 31. Mai 2022 nieder. Gielers Vorgänger Hans-Dieter Kutscher (SPD) hatte das Amt 20 Jahre ausgeübt, war 2019 aber nicht erneut angetreten.

## Kultur und Sehenswürdigkeiten

### Bauwerke

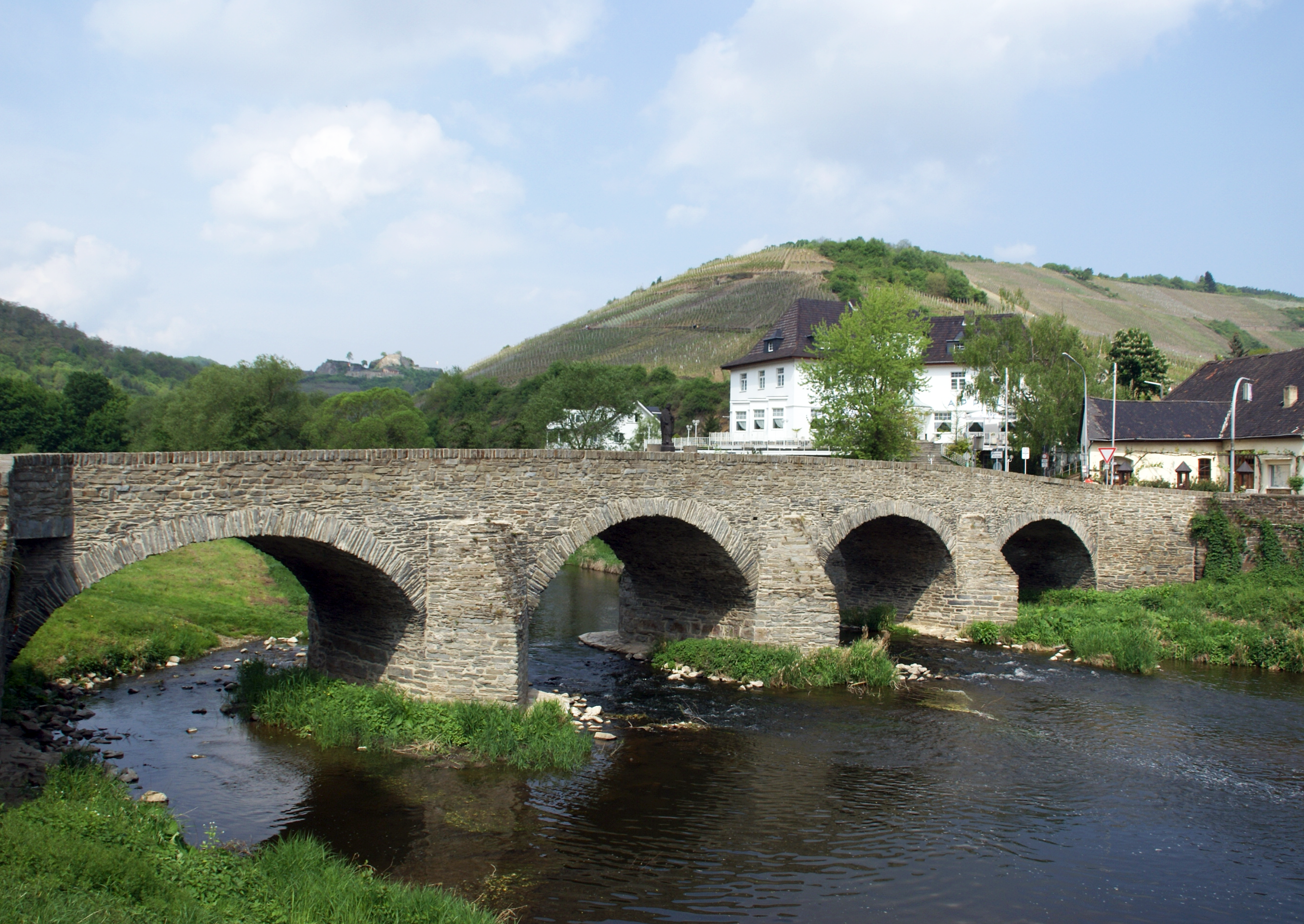
Brücke über die Ahr in Rech (2014)

In Rech stand mit der Nepomuk-Brücke die älteste noch erhaltene Ahrbrücke, die als einzige die große Flut von 1910 überstand. Die Nepomuk-Brücke wurde 2008 grundlegend saniert, durch die Hochwasserkatastrophe vom 14./15. Juli 2021 schwer beschädigt. Im April 2023 wurde sie auf die Rote Liste gefährdeter Baudenkmale aufgenommen und ab dem 19. Juli 2023 abgebrochen.
Das Alte Winzerhaus, das älteste Fachwerkhaus in Rech aus dem 17. Jahrhundert.
Siehe auch: Liste der Kulturdenkmäler in Rech

### Regelmäßige Veranstaltungen
- Dreitägiges Weinfest am dritten September-Wochenende
- Lucia-Markt am zweiten Adventswochenende
- Kulinarische Rebenwandertage am letzten Wochenende im April

## Wirtschaft und Infrastruktur

### Tourismus und Einzelhandel
Rech verfügt über zwei Hotels und mehrere private Beherbergungsbetriebe. Seit 2013 ist der Tourismussektor deutlich rückläufig, was zur Schließung mehrerer Beherbergungsbetriebe und fast aller Einzelhandelsgeschäfte führte.

### Weinbau
Rech gehört zum Weinbaubereich Walporzheim im Anbaugebiet Ahr. Im Ort sind 20 größere Weinbaubetriebe tätig, die bestockte Rebfläche beträgt 35 Hektar. Etwa 81 % des angebauten Weins sind Rotweinrebsorten (Stand 2010). Im Jahre 1979 waren noch 54 Betriebe tätig, die damalige Rebfläche betrug 48 Hektar.
Weinlagen
- Recher Blume
- Recher Hardtberg
- Recher Herrenberg

### Verkehr

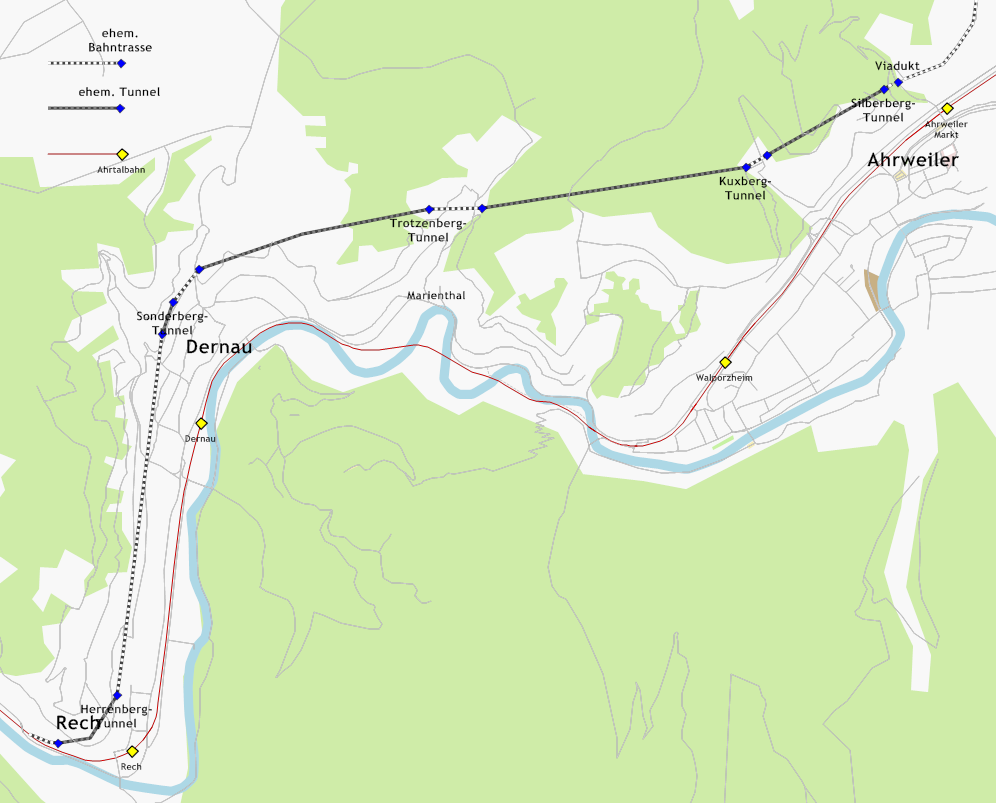
Grafik Teilstrecke Liblar – Rech der nicht fertiggestellten Strategischen Bahn Ruhr-Mosel-Entlastung mit Ahrtalbahn-Bündelung westlich von Rech

- Der Haltepunkt Rech liegt an der ursprünglich zweigleisigen Ahrtalbahn (Remagen – Ahrbrück), auf der im Schienenpersonennahverkehr die Rhein-Ahr-Bahn (RB 30) verkehrt.
- Durchgeführt wird der Schienenpersonennahverkehr von der DB Regio NRW, die für die Rhein-Ahr-Bahn Diesel-Triebwagen Coradia LINT einsetzt.
- Für den Öffentlichen Schienenpersonennahverkehr auf der Rhein-Ahr-Bahn gilt sowohl der Tarif des Verkehrsverbunds Rhein-Mosel (VRM) als auch des Verkehrsverbunds Rhein-Sieg (VRS) sowie tarifraumüberschreitend der NRW-Tarif.
- Durch Rech führt die Bundesstraße 267.
- Zwischen Mayschoß und Rech (wie zwischen Dernau und Walporzheim) verläuft als teilweiser Bahntrassenradweg der Ahr-Radweg auf der Trasse des ehemaligen nördlichen zweiten Gleises der Ahrtalbahn, zwischen Altenahr und Walporzheim zusammen also durch zwei Tunnel und über sieben Ahrbrücken.
- Am westlichen Ortsrand von Rech sollte die Teilstrecke Liblar – Rech der nicht fertiggestellten Strategischen Bahn Ruhr-Mosel-Entlastung mit der Ahrtalbahn gebündelt werden. Von ihr zeugen heute mehrere Tunnelportale in den Weinbergen sowie die Stümpfe des Adenbachviadukts bei Ahrweiler. Dort wurde der stillgelegte „Regierungsbunker“ unter Einbeziehung zweier Tunnel der „Unvollendeten“ gebaut (-> Silberberg-, Kuxbergtunnel).

## Persönlichkeiten
- Ovo Maltine (* 16. April 1966 in Rech; † 8. Februar 2005 in Berlin), Polit- und Kabarett-Tunte